# Sabine Theresia Köszegi
Sabine Theresia Köszegi (* 1970 in Wegscheid, Deutschland) ist eine österreichische Professorin für Arbeitswissenschaft und Organisation am Institut für Managementwissenschaften der Technischen Universität Wien.

## Leben
Die akademische Laufbahn begann für Köszegi 1989 mit einem Bachelorstudium der Betriebswirtschaftslehre an der Wirtschaftsuniversität Wien. Darauffolgend hängte sie den entsprechenden Master an und schloss diesen 1994 erfolgreich ab. 1992 verbrachte sie ein halbes Jahr an der University of Illinois in den Vereinigten Staaten. Zwischen 1997 und 2000 absolvierte sie ihr Doktoratsstudium der Sozialwissenschaften und Wirtschaft an der Universität Wien. Von 1997 bis 2007 war sie als Assistenzprofessorin an der Universität Wien angestellt. 2006 erhielt sie dort die Lehrberechtigung für Betriebswirtschaftslehre. Darauffolgend war sie als außerordentliche Professorin bis 2008 tätig. Von 2009 bis 2013 war Köszegi Direktorin des Entrepreneurship Centers Vienna. 2010 wurde sie als Professorin an die Fakultät für Sozial- und Wirtschaftswissenschaften der Johannes Kepler Universität in Linz berufen. 2014 und 2015 übernahm sie die Rolle der Leiterin des Institutes für Managementwissenschaften an der Technischen Universität Wien. Seit 2009 ist sie wissenschaftliche Leiterin bei Professional MBA Entrepreneurship & Innovation an der TU Wien. Im selben Jahr wurde sie auch als Professorin für Arbeitswissenschaften & Organisation des Institutes für Managementwissenschaften berufen. Seit 2017 ist Köszegi die Ratsvorsitzende des Österreichischen Rates für Robotik und Künstliche Intelligenz des Bundesministeriums für Verkehr, Innovation und Technologie. Ende 2023 wurde sie Mitglied des neu gegründeten AI Advisory Boards der Bundesregierung.
Köszegi hat zwei Kinder.

## Forschung
Ihr Forschungsschwerpunkt liegt in der Untersuchung von Organisationskulturen und Arbeitsatmosphären im Bezug zu Konfliktmanagement und Aggression. Weitere Schwerpunkte ihrer Forschungsarbeit sind:
- Wirtschaftswissenschaft
- Arbeitswissenschaft
- Organisationsforschung
- Geschlechterforschung
- Ökonomische Folgen der Digitalisierung
- Robotik

Im Folgenden ist eine Auswahl ihrer aktuellen und abgeschlossenen Forschungsprojekte angeführt:
- COMET Center for Digital Production: Socio-economic Perspectives on Smart Production Networks[4]
- INSOR: Development and evaluation of applications for integrative social robotics[5]
- Machine Invention Systems: Development of next-generation autonomous invention systems[6]
- BIM sustain: Development of efficient BIM-assisted planning processes[7]

## Publikationen (Auswahl)
Köszegi verfügt über mehr als 100 peer-reviewed Publikationen. Im Jänner 2020 hatte sie einen h-Index von 21 und wurde 1758-mal zitiert (Google Scholar). Es folgt eine Auswahl ihrer meistzitierten Arbeiten:
- From words to numbers: how to transform qualitative data into meaningful quantitative results. Schmalenbach Business Review 2007[8]
- Trust-building strategies in inter-organizational negotiations. Journal of Managerial Psychology 2004[9]
- National cultural differences in the use and perception of Internet-based NSS: Does high or low context matter? International Negotiation 2004[10]
- Hot versus cool behavioural styles in electronic negotiations: the impact of communication mode. Group Decision and Negotiation 2006[11]

## Auszeichnungen & Preise
- 2020: Käthe-Leichter-Staatspreis[12]
- 2010: Preis für Innovative Lehre, Technische Universität Wien
- 2007: Best Paper Award
- 2001: Preis für Innovative Lehre, Universität Wien
- 2001: Silbermayr-Preis für die Dissertation „Trust in Virtual Organizations“, Universität Wien
- 1994: Viertplatzierte am Ranking der besten Absolventen und Absolventinnen, Wirtschaftsuniversität Wien[2]